# Tri krone
Tri krone je bila prva prostozidarska vojaška loža, ki je bila ustanovljena v Pragi v 18. stoletju. To je bila tudi prva prostozidarska loža na Češkem.
Ložo so ustanovili častniki iz protihabsburških vojsk. Vodil jo je grof L.W. de Saga Paradis. 